# Бистрая (приток на Северски Донец)
Бистрая (на руски: Быстрая) е река в Ростовска област на Русия, ляв приток на Северски Донец, десен приток на Дон. Дължина 218 km. Площ на водосборния басейн 4180 km².
Река Бистрая води началото си в центърът на село Покровски, на 153 m н.в., в източната част на Ростовска област. До устието на десния си приток Гнилая тече в западна посока, а след това – на югозапад, предимно в широка долина с бавно течение, с множество меандри и старици. Влива се отляво в река Северски Донец (десен приток на Дон), при нейния 84 km, на 12 m н.в., при село Уст Бистри. Основни притоци: лян – Сухая (35 km); десни – Нагорная (21 km), Гнилая (92 km). Има основно снежно подхранване. В горното течение през лятото пресъхва. В горното ѝ течение е разположен град Морозовск, а в долното селищата от градски тип Бистрогорски и Жирнов в Ростовска област. Характерът на течението е равнинен, захранва се от топенето на ледовете. Покрай реката има разположени въглищни запаси.